# Francisco de Paula Cândido
Francisco de Paula Cândido (Fazenda do Macuco, Piranga, 2 de abril de 1805 – Paris, 5 de abril de 1864) foi um destacado médico, professor universitário e político brasileiro do século XIX, reconhecido por suas contribuições significativas à medicina e à saúde pública no Brasil.
1. 1.     1. Primeiros anos e educação

Nascido na Fazenda do Macuco, no distrito de Piranga, região sob a jurisdição da Comarca de Mariana, na então província de Minas Gerais, era filho de Antônio Gomes Cândido e Anna Rosa Umbelina de Jesus Gomes Cândido. Iniciou seus estudos no Seminário de São José, em Mariana, mas abandonou a vida religiosa devido à disciplina rigorosa. Posteriormente, ingressou na carreira militar em 1821, frequentando a Academia Militar da Corte no Rio de Janeiro por três anos. Em 1825, partiu para a Europa, matriculando-se na Faculdade de Medicina de Paris (Universidade de Sorbonne), onde obteve os graus de bacharel em Letras e em Ciências Médicas em 1829. Doutorou-se em 1832 com a tese "Sur l’électricité animale".
1. 1.     1. Carreira médica e acadêmica

De volta ao Brasil, assumiu, por concurso, a cadeira de Física Médica na Faculdade de Medicina do Rio de Janeiro em 1833, ocupando-a por 30 anos. Durante sua estada na Europa, atuou como médico voluntário na "legião sanitária" organizada pelo governo francês durante a epidemia de cólera-morbus, recebendo a Grande Medalha de Ouro em reconhecimento aos serviços prestados. Foi eleito membro da Academia Nacional de Medicina em 1833, tornando-se presidente da instituição em diversos períodos. Também foi o primeiro presidente da Junta Central de Higiene Pública, criada em 1850, onde atuou até 1864, destacando-se no combate a epidemias como a de cólera e febre amarela. 
1. 1.     1. Atuação política e honrarias

Na política, foi deputado pela Província de Minas Gerais por quatro legislaturas, de 1838 a 1845 e de 1849 a 1856. Foi nomeado médico efetivo da Imperial Câmara em 1840 e Conselheiro do Império, sendo agraciado com diversas honrarias, incluindo o Hábito e a Comenda de Cristo, a grande dignatária da Rosa pelo Imperador D. Pedro II, e a Comenda da Real Ordem de Isabel a Católica pela Rainha da Espanha. Casado com Maria Bendicta de Andrade Souto Maior, filha do Marquês de Itanhaém, foi médico particular da Família Imperial e lecionou línguas e ciências naturais para as princesas Isabel e Leopoldina.
1. 1.     1. Falecimento e legado

Faleceu em 5 de abril de 1864, aos 59 anos, em Paris, França, onde acompanhava o tratamento de saúde de sua esposa. Foi sepultado no Cemitério de Montmartre. Em sua homenagem, o município de Paula Cândido, no estado de Minas Gerais, recebeu esse nome em 1953. 